# Целинное (Жамбылский район)
Целинное (каз. Целинное) — упразднённое село в Жамбылском районе Северо-Казахстанской области Казахстана. Входило в состав Кайранкольского сельского округа. Ликвидировано в 2008 г.

## География
Расположено около озера Тактаколь.

## Население
По данным переписи 1999 года, в селе проживало 46 человек (28 мужчин и 18 женщин).